# 3. Zagrebačka NL 2015./16.
3. Zagrebačka liga u sezoni 2015./16. predstavljala je 3. rang županijske lige u Gradu Zagrebu te ligu sedmog ranga hrvatskog nogometnog prvenstva. 
 Sudjelovalo je 12 klubova, a ligu je osvojila momčad Čehi iz Donjih Čeha.

## Ljestvica
| mj.                                                    | klub                        | ut. | pob. | ner. | por. | gol+ | gol- | bod     |
| ------------------------------------------------------ | --------------------------- | --- | ---- | ---- | ---- | ---- | ---- | ------- |
| 1.                                                     | Čehi (Donji Čehi)           | 17  | 14   | 2    | 1    | 70   | 13   | 44      |
| 2.                                                     | Zelengaj Zagreb             | 17  | 11   | 5    | 1    | 78   | 17   | 38      |
| 3.                                                     | Kašina                      | 17  | 10   | 4    | 3    | 47   | 20   | 34      |
| 4.                                                     | Zagreb 041                  | 17  | 8    | 4    | 5    | 40   | 18   | 28      |
| 5.                                                     | Hrašće (Hrašće Turopoljsko) | 17  | 8    | 3    | 6    | 41   | 16   | 27      |
| 6.                                                     | Mala Mlaka                  | 17  | 7    | 2    | 8    | 25   | 22   | 23      |
| 7.                                                     | Omladinac Odranski Strmec   | 17  | 6    | 2    | 9    | 26   | 43   | 20      |
| 8.                                                     | Gavran Zagreb               | 17  | 4    | 2    | 11   | 27   | 78   | 14      |
| 9.                                                     | Travno Zagreb               | 17  | 1    | 0    | 16   | 19   | 79   | 3       |
| 10.                                                    | Uljanik Zagreb              | 9   | 0    | 0    | 9    | 6    | 73   | –4 (–4) |
|                                                        |                             |     |      |      |      |      |      |         |
| Uljanik Zagreb istupio je iz natjecanja nakon 11. kola |                             |     |      |      |      |      |      |         |

## Vanjske poveznice
- Zagrebački nogometni savez
- zns.hr, 3. ŽNL (3. Zagrebačka liga)  Arhivirana inačica izvorne stranice od 28. ožujka 2014. (Wayback Machine)